# ジョン・ブライ (第4代ダーンリー伯爵)

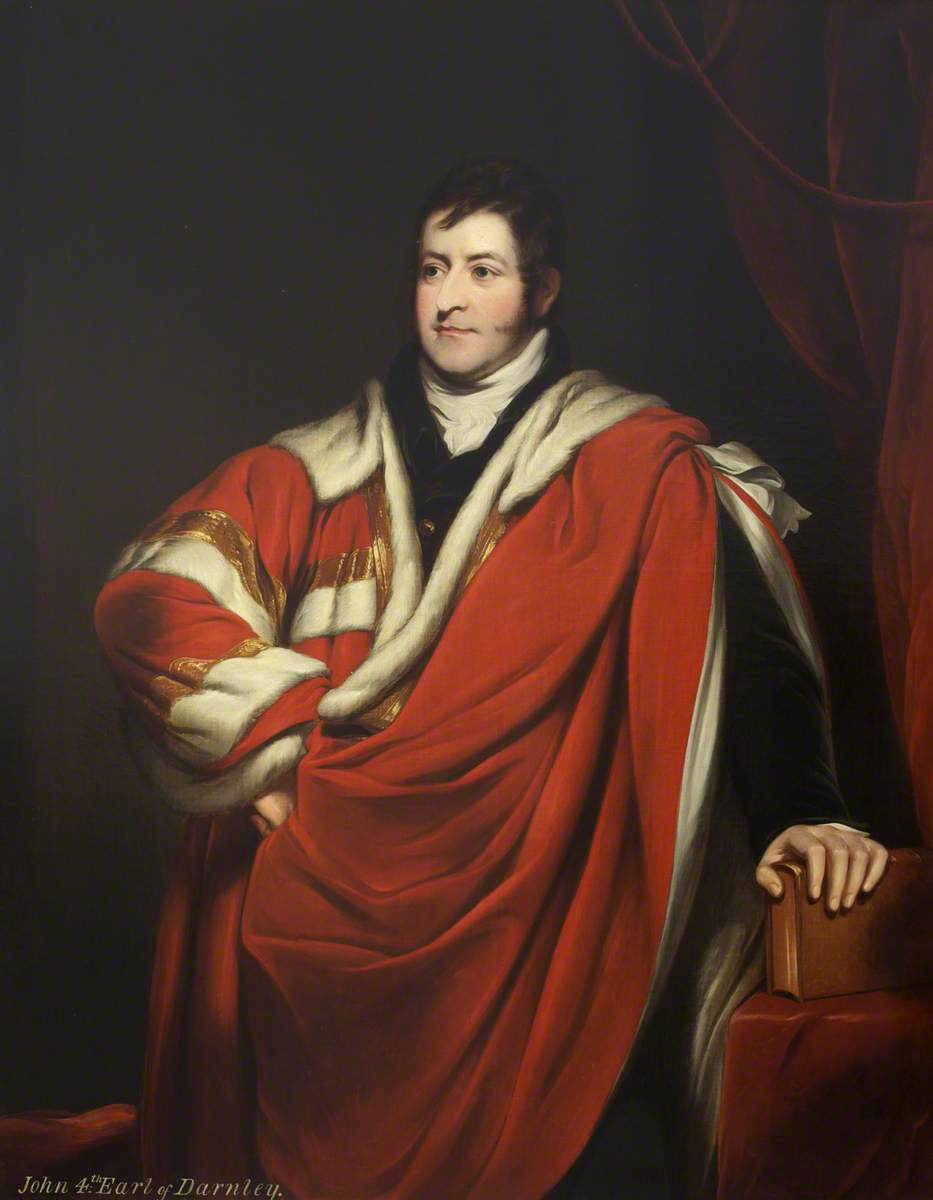
第4代ダーンリー伯爵

第4代ダーンリー伯爵ジョン・ブライ（英語: John Bligh, 4th Earl of Darnley FRS、1767年6月30日 – 1831年3月17日）は、イギリスの貴族。1781年までクリフトン卿の儀礼称号を使用した。

## 生涯
第3代ダーンリー伯爵ジョン・ブライとメアリー・ストイットの息子として1767年6月30日に生まれ、1781年7月31日に父が死去するとダーンリー伯爵の爵位を継承した。1784年11月16日にオックスフォード大学クライスト・チャーチに入学、1793年7月3日にDCLの学位を修得した。コバム・ホールという邸宅に住んだという。
第4代ダーンリー伯爵はアマチュアのクリケット選手であり、1789年から1796年までファーストクラス・クリケットの試合で通算27回参加した。弟エドワードとともにケント・カウンティのクリケット・チームを応援した。2人は「アイルランド初のファーストクラス・クリケット選手」と呼ばれたという。
1810年3月22日、王立協会フェローに選出された。
1829年、第6代レノックス公爵および第3代リッチモンド公爵チャールズ・ステュアートの妹キャサリンの血をひいていたことを根拠に、国王ジョージ4世に対しレノックス公爵の爵位への請求を提出した。第6代レノックス公爵が1672年に死去したとき、爵位は国王チャールズ2世が継承したが、チャールズ2世の父チャールズ1世の男系男子の血筋は1807年のヨーク枢機卿公ヘンリーの死去で絶えていた。請求は貴族院に回されたが、貴族院が決定を下すことはなかった。
1831年3月17日に死去、長男が夭折したため次男エドワードが爵位を継承した。
ジョン・リチャードソンは現カナダ領ノースウエスト準州のダーンリー湾を第4代ダーンリー伯爵にちなんで命名した。

## 家族
1791年8月26日、エリザベス・ブラウンロー（1831年12月22日没、ウィリアム・ブラウンローの娘）と結婚、4男3女を儲けた。
- キャサリン（1792年6月18日 – 1812年1月10日）
- ジョン（1793年5月22日 – 6月3日）
- エドワード（1795年 – 1835年）
- メアリー（1796年5月31日 – 1823年6月18日） - 1822年6月1日、チャールズ・ブラウンロー（英語版）（後の初代ラーガン男爵）と結婚、子供あり
- ウィリアム（1797年5月17日 – 1807年10月18日）
- ジョン・ダンカン（英語版）（1798年 – 1872年） - 外交官、スウェーデン駐在大使、ハノーファー王国駐在大使
- エリザベス（1872年11月13日没） - 1833年7月19日、いとこにあたるジョン・ブラウンローと結婚、子供あり